# 新塞梅尼夫卡 (波迪利斯克區)
47°24′50″N 29°32′23″E / 47.41389°N 29.53972°E
新塞梅尼夫卡（烏克蘭語：Новосеменівка）是位於烏克蘭西南部的村莊，由敖德萨州波季利斯克区的奧克尼市鎮負責管轄。該村始建於1840年，面積0.61平方公里，海拔高度204米，2001年人口319，人口密度每平方公里522.95人。